# HM-1-1
Le HM-1-1 est le premier appareil (ULM) d'Henri Mignet, construit en 1912. C'est un planeur monoplan inspiré des appareils d'Otto Lilienthal.